# Dziekanów Bajkowy
Dziekanów Bajkowy [d͡ʑeˈkanuf bai̯ˈkɔvɨ] est un village polonais de la gmina de Łomianki, situé dans la Powiat de Varsovie-ouest et dans la voïvodie de Mazovie, dans le centre-est de la Pologne.
Il se situe à environ 4 kilomètres au nord-ouest de Łomianki, 17 kilomètres au nord d'Ożarów Mazowiecki et 19 kilomètres au nord-ouest de Varsovie.
Le village a une population de 720 habitants en 2008.